# یواس‌اس اسپات (اس‌اس-۴۱۳)
یواس‌اس اسپات (اس‌اس-۴۱۳) (به انگلیسی: USS Spot (SS-413)) یک زیردریایی است که طول آن ۳۱۱ فوت ۱۰ اینچ (۹۵٫۰۵ متر) می‌باشد. این زیردریایی در سال ۱۹۴۴ ساخته شد.